# Salsa verde

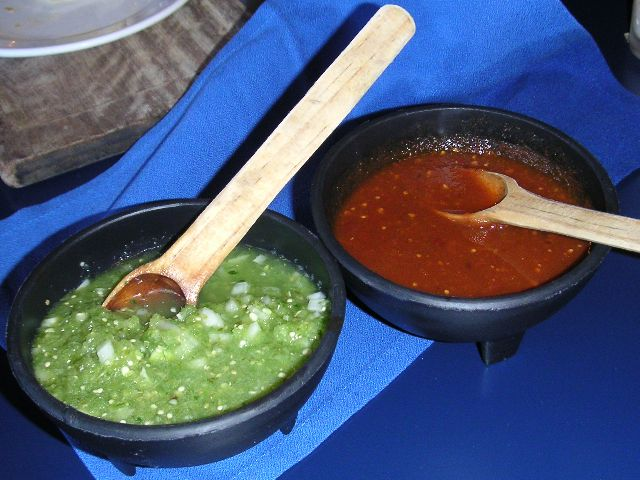
Groene naast rode saus Mexicaanse stijl

Salsa verde is een saus die zijn groene kleur te danken heeft aan de groene kruiden die ervoor gebruikt worden (bieslook, peterselie, etc.).
Groene saus is de naam van verschillende sauzen die voornamelijk kruiden bevatten, te weten de Italiaanse salsa verde, de Franse sauce verte, en de Duitse grüne Soße of Frankfurter grie soss (in het dialect van Frankfurt am Main).

## Geschiedenis

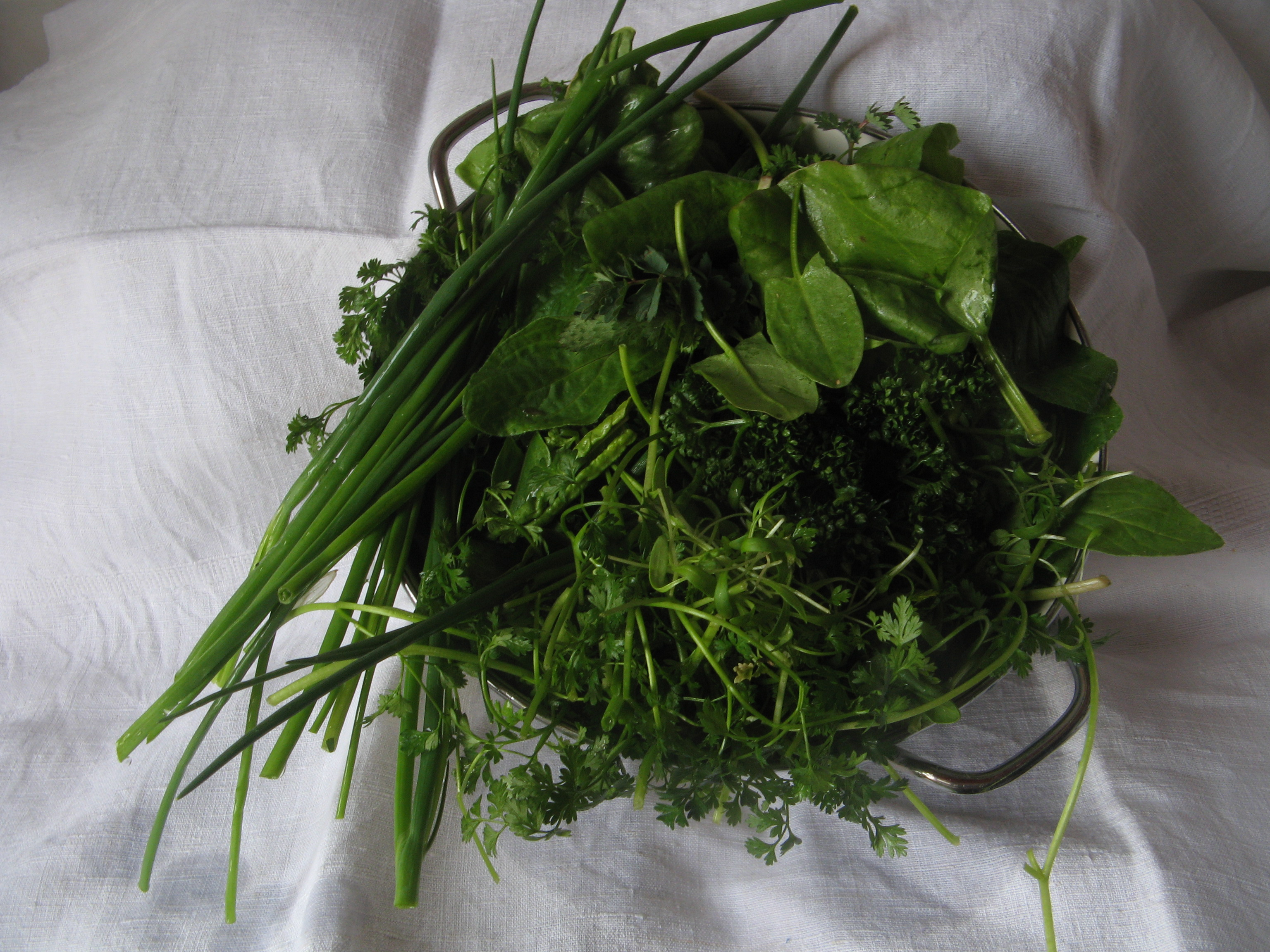
Mogelijke kruidenbestanddelen van groene saus

Het basisrecept komt waarschijnlijk uit het Nabije Oosten en is waarschijnlijk minstens 2000 jaar oud. Romeinse legionairs brachten het naar Italië, vanwaar het werd geëxporteerd naar Frankrijk en Duitsland. Er zijn aanwijzingen dat het is ingevoerd in Frankfurt am Main door de Italiaanse handelsfamilies Bolongaro en Crevenna rond 1700. Een mogelijke oorsprong van de Duitse variant moet worden gezocht bij de hugenoten die emigreerden naar Kurhessen in de 18e eeuw. De Duitse variant gebruikt een andere samenstelling van kruiden, omdat Middellandse Zee-kruiden toentertijd niet verkrijgbaar waren in Duitsland.

## Italiaanse salsa verde
De Italiaanse salsa verde is een koude saus en bevat peterselie, azijn, kappertjessaus, knoflook, ui, ansjovis, olijfolie en eventueel mosterd. Traditioneel werden ingrediënten grof gehakt met de hand maar nu is het vaak gemengd in een grove saus met behulp van een blender. In sommige regio's is in blokjes brood gedrenkt in azijn en vermengd met de andere ingrediënten, die een emulsie enigszins vergelijkbaar met vinaigrette creëert. In andere regio's zit er geen brood in. Salsa verde wordt gebruikt als kruiderij of saus voor vlees, vis, gevogelte of groenten.
Een bekende salsa verde is Gremolata, de gebruikelijke begeleiding van ossobuco alla milanese.

## Argentijnse Chimichurri
Argentijnse Chimichurri is een groene saus gebruikt in Argentinië voor geroosterd vlees en worstjes. Dit recept voor Chimichurri is op grote schaal gebruikt en aangepast in bepaalde delen van Latijns-Amerika. 

## Franse sauce verte
De Franse sauce verte was al bekend tijdens de Renaissance, en was oorspronkelijk een broodsaus die erg lijkt op de Italiaanse. Vandaag de dag verwijst de term vaak naar een soort van mayonaise gearomatiseerd met dragon, en soms peterselie en salie. In plaats van azijn wordt ook vaak citroensap gebruikt.

## Duitsegrüne Soße

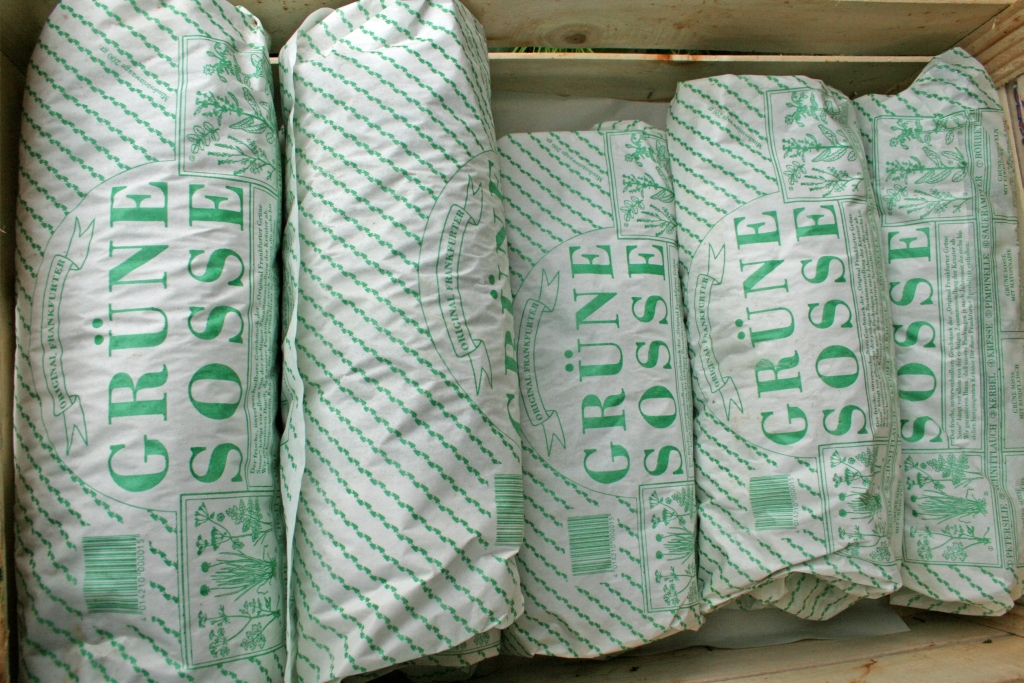
Pakketten van kruiden voor Frankfurter grüne Soße verkocht op de regionale markten

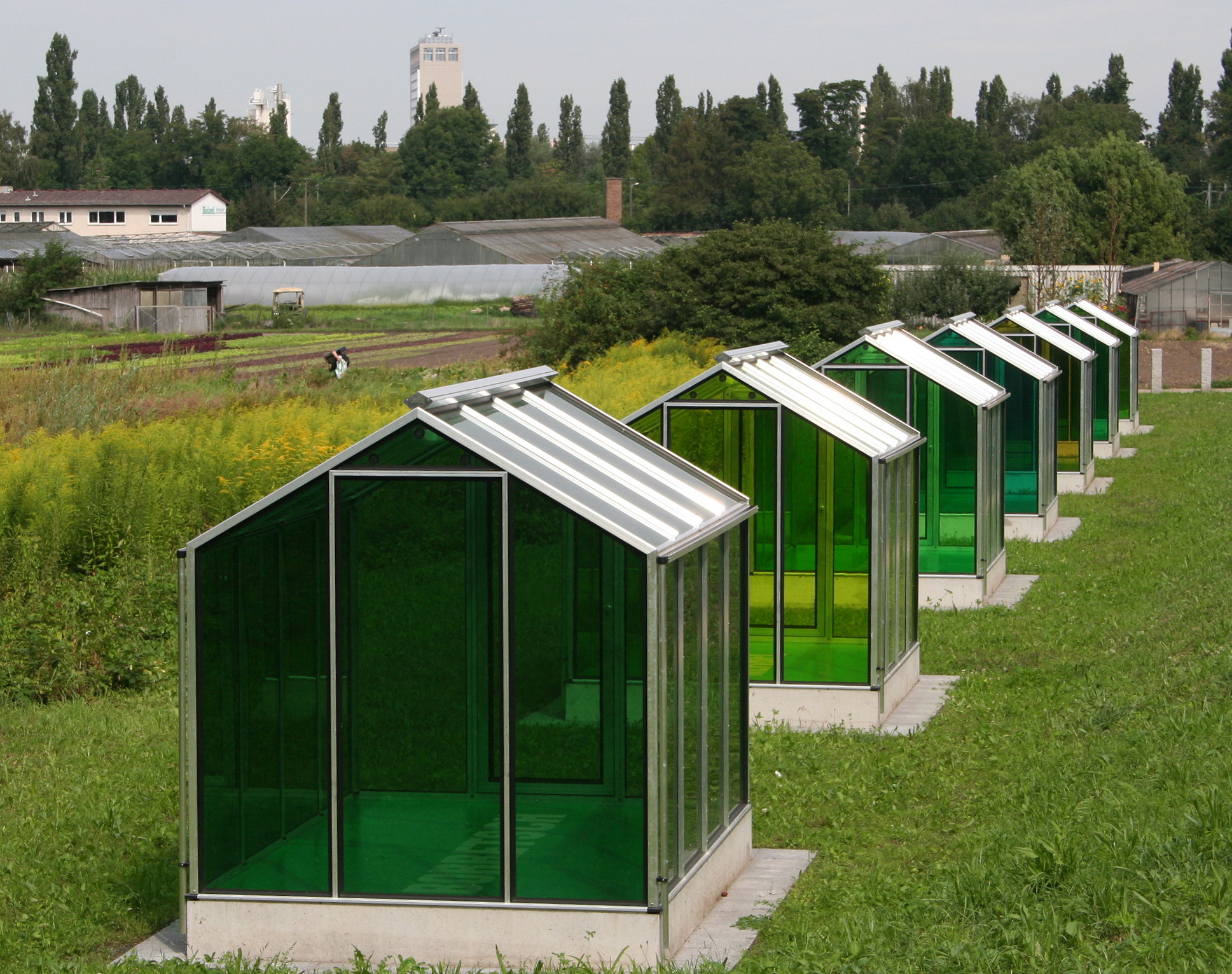
Monument voor groene saus in Frankfurt Oberrad

Er zijn twee traditionele vormen van Hessische groene saus die populair zijn in Frankfurt am Main. De Frankfurt-stijl is gemaakt van hardgekookte eieren, olie, azijn, zout en zeven verse kruiden, te weten bernagie, zuring, tuinkers, kervel, bieslook, peterselie, en kleine pimpernel. Varianten, vaak als gevolg van seizoensgebonden beschikbaarheid bevatten dille, lavas, citroenmelisse en zelfs spinazie of basilicum. Sommige varianten gebruiken karnemelk of kwark of yoghurt. De groene saus van de stad Kassel is gebaseerd op een combinatie van zure room en schmand.
De saus wordt geserveerd met gekookte aardappelen, begeleidende hetzij hardgekookte eieren of geroosterd rundvlees. Zelfs gekookte vis of rosbief worden geserveerd samen met de koude en verfrissende saus als hoofdgerecht. Groene saus was vermoedelijk Goethe's favoriete maaltijd.
Het lokale belang van het gerecht wordt aangegeven door de overvloed aan groene saus op de plaatselijke markten en bij het monument voor groene saus geïnstalleerd in Frankfurt-Oberrad in 2007. Deze laatste bestaat uit zeven kleine kassen met de belangrijkste ingrediënten en kruiden en maakte deel uit van de Luminale, een lokaal kunst- en lichtevenement.

## Mexicaanse en Mexicaans-Amerikaanse salsa verde
Groene sauzen zijn gebruikelijk in de  Mexicaanse en de Mexicaans-Amerikaanse keuken. De basis van de groene saus is typisch gepureerde gekookte of rauwe tomatillo's, met pepers (zoals de jalapeño), witte ui, koriander, en soms limoen toegevoegd naar smaak. Salsa verde kan variëren in kruidigheid van mild tot zeer heet. Het kan warm, als in een chile (chili) verde, of koud, als kruiderij. In de Mexicaans-Amerikaanse keuken wordt een groene saus vaak gebruikt als een dip voor tortilla chips en geserveerd met taco's, geroosterd varkensvlees, gegrild vlees en zelfs vis. 